# Gespanschaft Zadar
Die Gespanschaft Zadar [ˈzadar] (kroatisch Zadarska županija) ist eine Gespanschaft in der kroatischen Region Dalmatien. Sie umfasst den nördlichsten Teil Dalmatiens um die Stadt Zadar, die vorgelagerten Inseln und das Hinterland von der Adria bis zur Grenze zu Bosnien-Herzegowina. Sie hat eine Fläche von 3.646 km² und 158.360 Einwohner (Stand 31. Dezember 2021). Der Verwaltungssitz ist Zadar.

## Bevölkerung

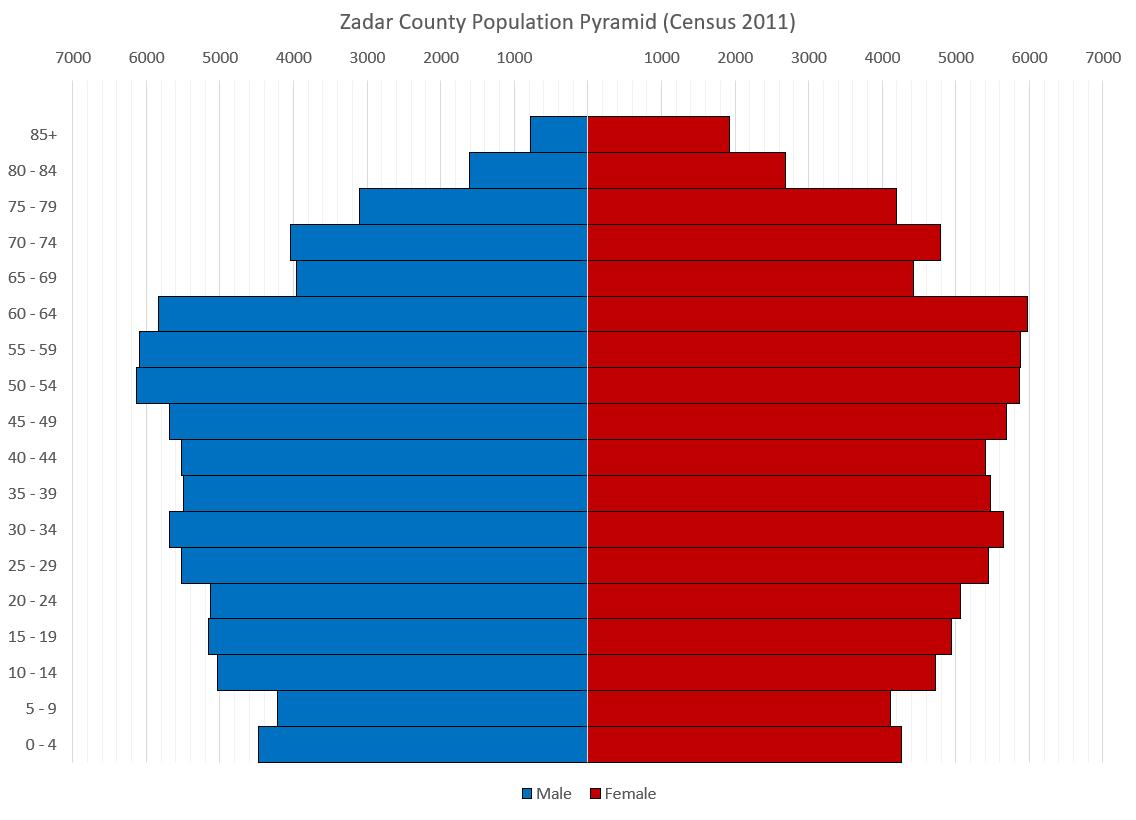
Alterspyramide der Gespanschaft Zadar (Volkszählung 2011)

Zusammensetzung der Bevölkerung der Gespanschaft Zadar nach Nationalitäten laut Volkszählung von 2021:
| Ethnie    | Anzahl  | Prozent |
| --------- | ------- | ------- |
| Kroaten   | 149.447 | 93,54 % |
| Serben    | 005.955 | 03,73 % |
| Albaner   | 000.781 | 00,49 % |
| Bosniaken | 000.476 | 00,30 % |
| Slowenen  | 000.221 | 00,14 % |
| Deutsche  | 000.214 | 00,13 % |

## Städte und Gemeinden
Die Gespanschaft Zadar ist in 6 Städte und 28 Gemeinden gegliedert. Diese werden nachstehend jeweils mit der Einwohnerzahl zur Zeit der Volkszählung von 2021 aufgeführt.

### Städte
| Stadt           | Einw.  |
| --------------- | ------ |
| Benkovac        | 09.680 |
| Biograd na Moru | 05.601 |
| Nin             | 02.705 |
| Obrovac         | 03.453 |
| Pag             | 03.175 |
| Zadar           | 70.779 |

### Gemeinden
| Gemeinde            | Einw. |
| ------------------- | ----- |
| Bibinje             | 3.962 |
| Galovac             | 1.258 |
| Gračac              | 3.136 |
| Jasenice            | 1.348 |
| Kali                | 1.585 |
| Kolan               | 0.815 |
| Kukljica            | 0.628 |
| Lišane Ostrovičke   | 0.593 |
| Novigrad            | 2.160 |
| Pakoštane           | 4.100 |
| Pašman              | 2.136 |
| Polača              | 1.389 |
| Poličnik            | 4.676 |
| Posedarje           | 3.430 |
| Povljana            | 0.669 |
| Preko               | 3.556 |
| Privlaka            | 2.128 |
| Ražanac             | 2.746 |
| Sali                | 1.746 |
| Stankovci           | 1.831 |
| Starigrad-Paklenica | 1.697 |
| Sukošan             | 4.665 |
| Sveti Filip i Jakov | 4.461 |
| Škabrnja            | 1.661 |
| Tkon                | 0.748 |
| Vir                 | 3.045 |
| Vrsi                | 2.045 |
| Zemunik Donji       | 2.159 |